# Arthur Hansen
Arthur Hansen var en dansk atlet (maratonløber) medlem af Tønder SF . Han vandt det danske mesterskab på maraton i 1957 og 1958. Han deltog ved EM i Stockholm 1958 hvor han blev nummer 22 i maratonløbet på tiden 2:41.58.

## Internationale mesterskaber
- 1958 EM Maraton 22.plads 2:41.58

## Danske mesterskaber
- Guld 1958 Maraton 2:52.12
- Guld 1957 Maraton 2:51.53